# Miðvágs kommuna
Miðvágs kommuna is een voormalige gemeente op het eiland Vágar, op de Faeröer. De gemeente is op 1 januari 2009 opgeheven en samen met de aangrenzende Sandavágs kommuna opgegaan in de nieuwgevormde gemeente Vága kommuna. De gemeente omvatte de plaatsen Miðvágur en Vatnsoyrar.